# Thạch Khê
Thạch Khê là một xã thuộc thành phố Hà Tĩnh, tỉnh Hà Tĩnh, Việt Nam.
Xã Thạch Khê có diện tích 10,39 km², dân số năm 1999 là 3787 người, mật độ dân số đạt 364 người/km².
Từ xa xưa trên địa bàn xã này có tuyến kênh Nhà Lê nối từ  kinh đô Hoa Lư đến Đèo Ngang đi qua, là tuyến đường thủy đầu tiên trong lịch sử Việt Nam và được coi là tuyến đường Hồ Chí Minh trên sông vì những đóng góp cho các cuộc chiến tranh của người Việt.

## Lịch sử
Ngày 8 tháng 12 năm 2020, HĐND tỉnh Hà Tĩnh ban hành Nghị quyết số 266/NQ-HĐND về việc thành lập thôn Vĩnh Tiến trên cơ sở thôn Vĩnh Long và thôn Long Tiến.